# Epermenia illigerella
Epermenia illigerella — вид лускокрилих комах родини зонтичних молей (Epermeniidae).

## Поширення
Вид поширений в Європі (крім Піренейського півострова та західної та південної частини Балканського півострова), а також із Західного Сибіру та Алтайського краю. Присутній у фауні України.

## Опис
Розмах крил 12-13 мм.

## Спосіб життя
Личинки живляться листям Aegopodium podagrariae.